# Układ w Kępnie

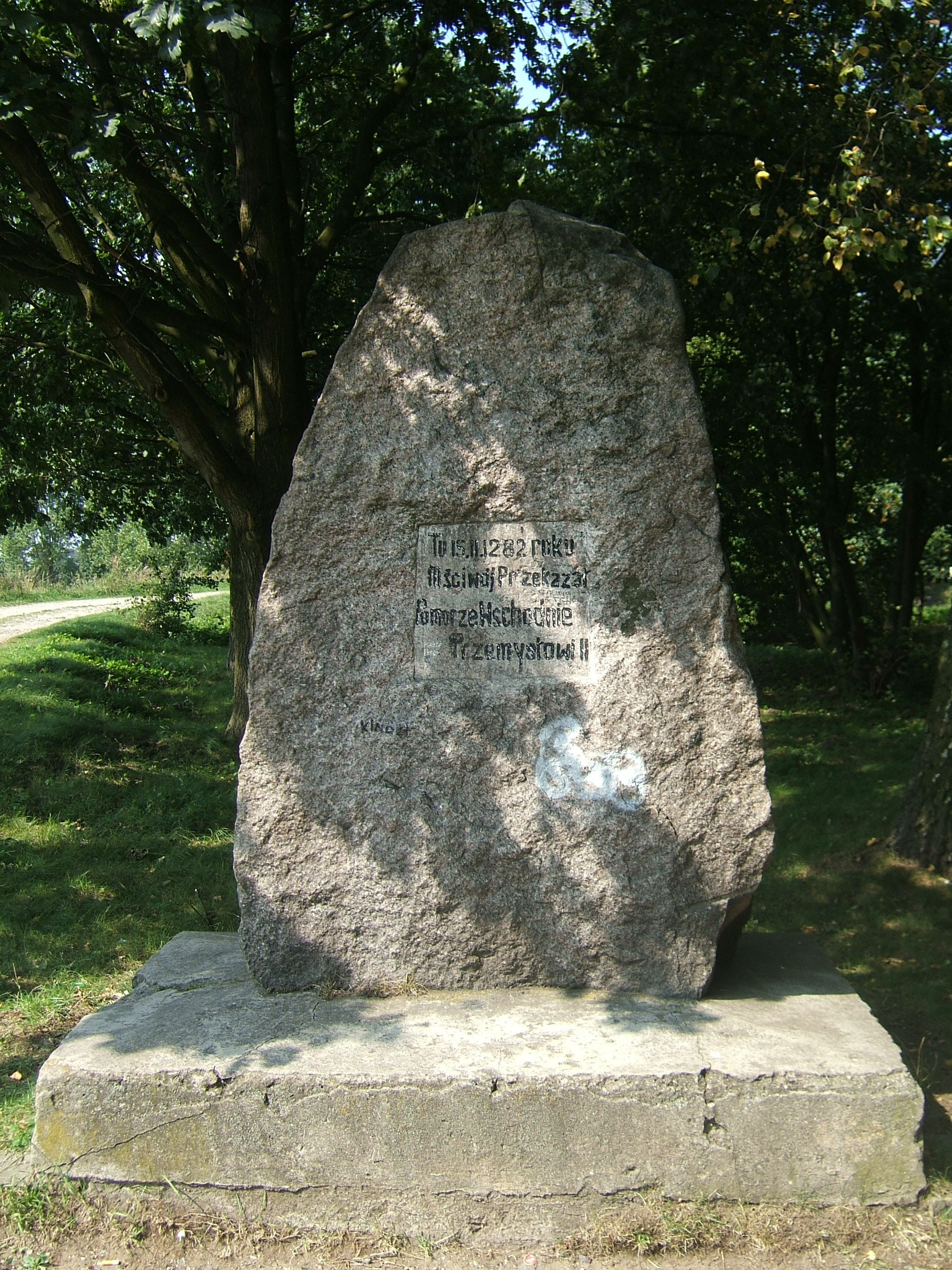
Głaz w Parku 700-lecia w Kępnie upamiętniający przekazanie przez Mściwója II Pomorza Wschodniego Przemysłowi II

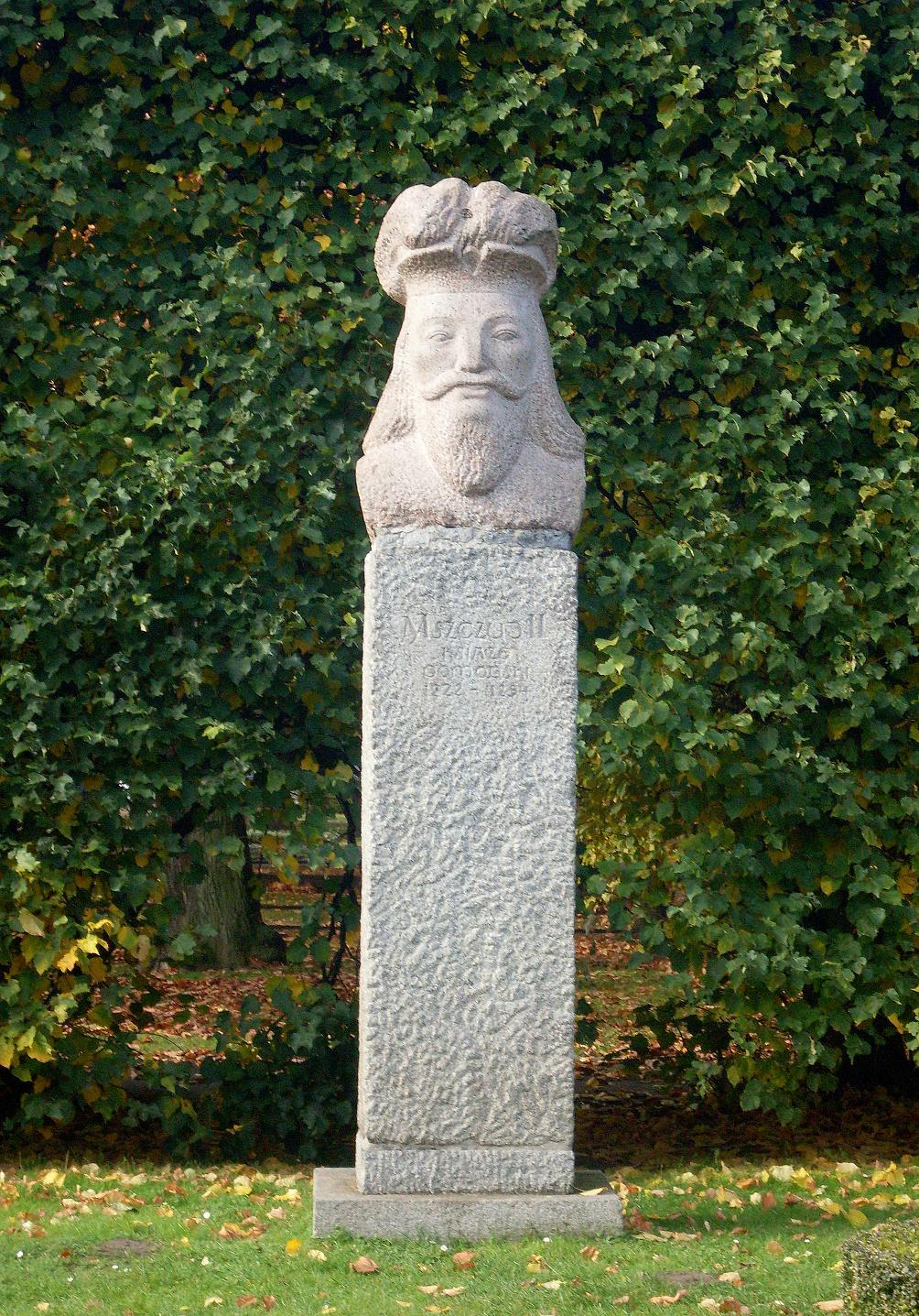
Pomnik Mściwója II w Parku Oliwskim

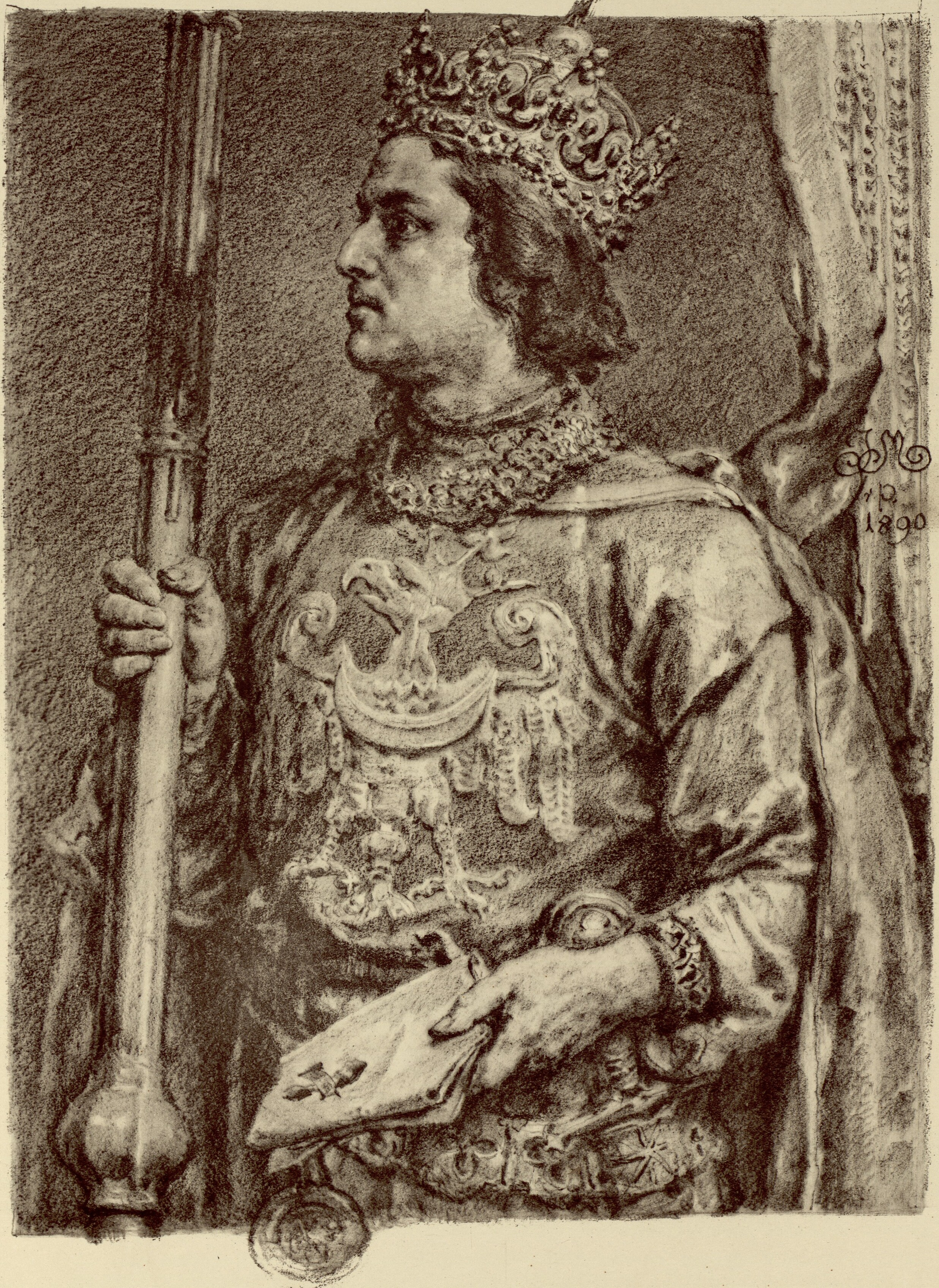
Przemysł II według Jana Matejki

Układ w Kępnie – układ o przeżycie zawarty 15 lutego 1282 w Kępnie między księciem gdańskim Mściwojem II a księciem wielkopolskim Przemysłem II; umowa głosiła, że ten z książąt, który przeżyje drugiego, będzie po nim dziedziczył.

## Tło polityczne
Władca pomorski Mściwój II około 1273 roku zjednoczył księstwo gdańsko-sławieńskie. Tymczasem zasadność praw Mściwoja do Pomorza z tytułu zapisów Racibora i Sambora II starał się podważyć zakon krzyżacki. Sprawa stała się przedmiotem sporu i oddano ją do osądzenia papieżowi Marcinowi IV, który zlecił przeprowadzenie śledztwa swojemu legatowi Filipowi z Fermo. Mściwój II chcąc uniknąć wyroku zaocznego, który mógłby być bardziej surowy udał się z początkiem stycznia do Wielkopolski, chcąc z bliska obserwować rozwój procesu, który miał się odbyć w należącym do diecezji wrocławskiej Miliczu. Najpóźniej 7 lutego 1282 r. książę pomorski przybył do nadgranicznego Kępna, gdzie zapewne odbyły się polityczne rozmowy między Mściwojem i możnymi pomorskimi z jednej strony a Przemysłem II i możnymi wielkopolskimi z drugiej. Ich rezultatem był dokument wydany w Kępnie w dniu 15 lutego 1282 r., który miał w niedalekiej przyszłości doprowadzić do zjednoczenia Pomorza Gdańskiego z Wielkopolską.

## Zawarcie układu
W obliczu zagrożenia ekspansją krzyżacką i brandenburską oraz wobec braku męskich potomków, Mściwoj zdecydował się na współpracę z władcą Wielkopolski Przemysłem II. W drodze na rozmowy z delegacją krzyżacką i legatem papieskim książę zatrzymał się w Kępnie, gdzie 12 lutego 1282 roku dokonał darowizny swego księstwa na rzecz księcia wielkopolskiego Przemysła II. Było to nadanie Pomorza Gdańskiego za życia (łac. donatio inter vivos), z zastrzeżeniem, że darczyńca miał zarządzać swoim terytorium aż do śmierci (Mściwoj II zmarł w 1294 r.), dopiero później przechodziło ono we władanie jego sojusznika Przemysła II. W Kępnie na Mściwoja oczekiwał prawdopodobnie książę wielkopolski. Tutaj 15 lutego 1282 doszło do zawarcia układu politycznego, który miał w niedalekiej przyszłości doprowadzić do zjednoczenia Pomorza Gdańskiego z Wielkopolską. Pod sporządzonym tutaj dokumentem podpisali się: wojewoda pomorski Waysil, wojewoda poznański Beniamin, wojewoda gnieźnieński Arkembold, sędzia poznański Mikołaj, sędzia kaliski Andrzej oraz dominikanin Piotr będący zapewne osobą, która redagowała tekst pisma. W Kępnie byli także z pewnością inni ważniejsi urzędnicy obu dzielnic (mało prawdopodobne, aby Mściwojowi towarzyszył tylko wojewoda).
Jak każdy akt prawny umowa kępińska wymagała akceptacji społeczeństwa (w praktyce możnowładztwa i rycerstwa) obu dzielnic. Do spotkania elit wielkopolsko-pomorskich doszło 13 września, lub 15 września 1284 r. w Nakle, gdzie potwierdzono w pełni prawa Przemysła względem Pomorza Gdańskiego. Integracja Pomorza z Wielkopolską nie była wyłącznie decyzją Przemysła i Mściwoja. Nominacje na urzędy pomorskie dla możnych wielkopolskich świadczą, że także oni byli żywotnie zainteresowani ścisłą integracją obu dzielnic.
Wyrok w sprawie sporu z Krzyżakami zapadł wkrótce po układzie w Kępnie 18 maja 1282 r. w położonym w księstwie wrocławskim Miliczu. Był on kompromisowy – Mściwój został zmuszony do oddania Krzyżakom tylko ziemi gniewskiej i kilku wsi na Żuławach. Jeżeli jednak wziąć pod uwagę fakt, że Krzyżacy uzyskali te nabytki w drodze pokojowej, bez zaangażowania militarnego, to ugodę milicką należy uznać za sukces Krzyżaków.

## Skutki zawarcia układu
Po zawarciu układu kępińskiego stosunki pomorsko-wielkopolskie uległy dalszemu zacieśnieniu. Oba księstwa nie tylko prowadziły wspólną politykę zagraniczną, ale także ważniejsze sprawy wewnętrzne odbywały się za obopólną zgodą możnych z obu dzielnic. Przy czym od początku daje się zauważyć znaczna przewaga Wielkopolski. Do ważniejszych zjazdów wielkopolsko-pomorskich doszło w Nakle w 1284 r., w Słupsku w 1287 r., w Rzepce 14 maja 1288 r., czy ponownie w Nakle w 1291 r. Szczególnie ważny dla dalszych losów Pomorza był zjazd w Słupsku 23 listopada 1287 r., gdzie oprócz Przemysła i Mściwoja zjawił się książę szczeciński Bogusław IV.
Książęta zawarli wówczas przymierze skierowane przeciwko każdemu przeciwnikowi, a zwłaszcza przeciwko agresywnej polityce Brandenburgii i władcy rugijskiego Wisława II. Porozumienie gwarantowało Bogusławowi IV i dynastii Gryfitów objęcie Pomorza Gdańskiego w przypadku bezpotomnych zgonów Mściwoja Pomorskiego i Przemysła Wielkopolskiego. Ponadto w znaczący sposób przyczyniło się do pogorszenia na jakiś czas stosunków z rządzącą w Brandenburgii dynastią askańską. Przymierze to zostało następnie potwierdzone na spotkaniu w Nakle w sierpniu 1291 roku.
Do pierwszych rozmów Mściwoja II z Przemysłem II na temat sukcesji doszło zapewne jeszcze w 1281, prawdopodobnie przy okazji przyjazdu księcia pomorskiego do wielkopolskiego opactwa benedyktyńskiego w Lubiniu. Wprawdzie nie ma bezpośrednich dowodów, że w opactwie benedyktynów był w tym samym czasie Przemysł II, lecz obecność w tym miejscu biskupa poznańskiego Jana i innych dostojników wielkopolskich sugeruje takie rozwiązanie. Na początku następnego roku Mściwój II ponownie udał się do południowej Wielkopolski, w celu rozmowy z legatem papieskim Filipem z Fermo, mającym rozstrzygnąć spór Pomorza z zakonem krzyżackim o Gniew i Białogard. Legat przebywał wówczas na dworze biskupów wrocławskich w należącym do księstwa wrocławskiego Miliczu. Z uwagi na niezbyt przyjazne stosunki łączące Przemysła II (a więc i jego sojusznika Mściwoja) z Henrykiem IV książę pomorski zdecydował się zatrzymać w nadgranicznym (przynależnym do diecezji wrocławskiej) Kępnie, gdzie miał oczekiwać na wyrok legata.

## Kontrowersje
Wśród historyków trwają spory na temat charakteru umowy kępińskiej. Według jednych (Balzer, Wojciechowski) był to klasyczny układ o przeżycie, w którym ten kto przeżyje partnera umowy dziedziczy jego terytoria. Według innych (Kętrzyński, Baszkiewicz, Zielińska, Nowacki, Swieżawski) miał to być układ jednostronny – darowizna za życia Mściwoja II względem Przemysła II (tzw. donatio inter vivos). Według tej drugiej wersji zostałby więc Przemysł II już w roku 1282 formalnie księciem pomorskim, jednak na czas życia swego darczyńcy ustąpił mu swoje prawa.

## Upamiętnienie
- Pomnik upamiętniający Układ w Kępnie znajduje się w Parku 700-lecia w Kępnie.